# 樂群堂
樂群堂，位於國立臺灣師範大學內的建築，建於1958年，是台灣在二次大戰之後，接受美國援助，第一棟在大學校園建立的學生活動中心。它是台師大校園內，最後一棟於美援時期建立的建築，於2012年遭到拆除。

## 歷史
1958年，接受美援建立。
1970年代，保釣運動時，曾有八百名學生在此聚集，聯名血書。